# Código Salmasiano

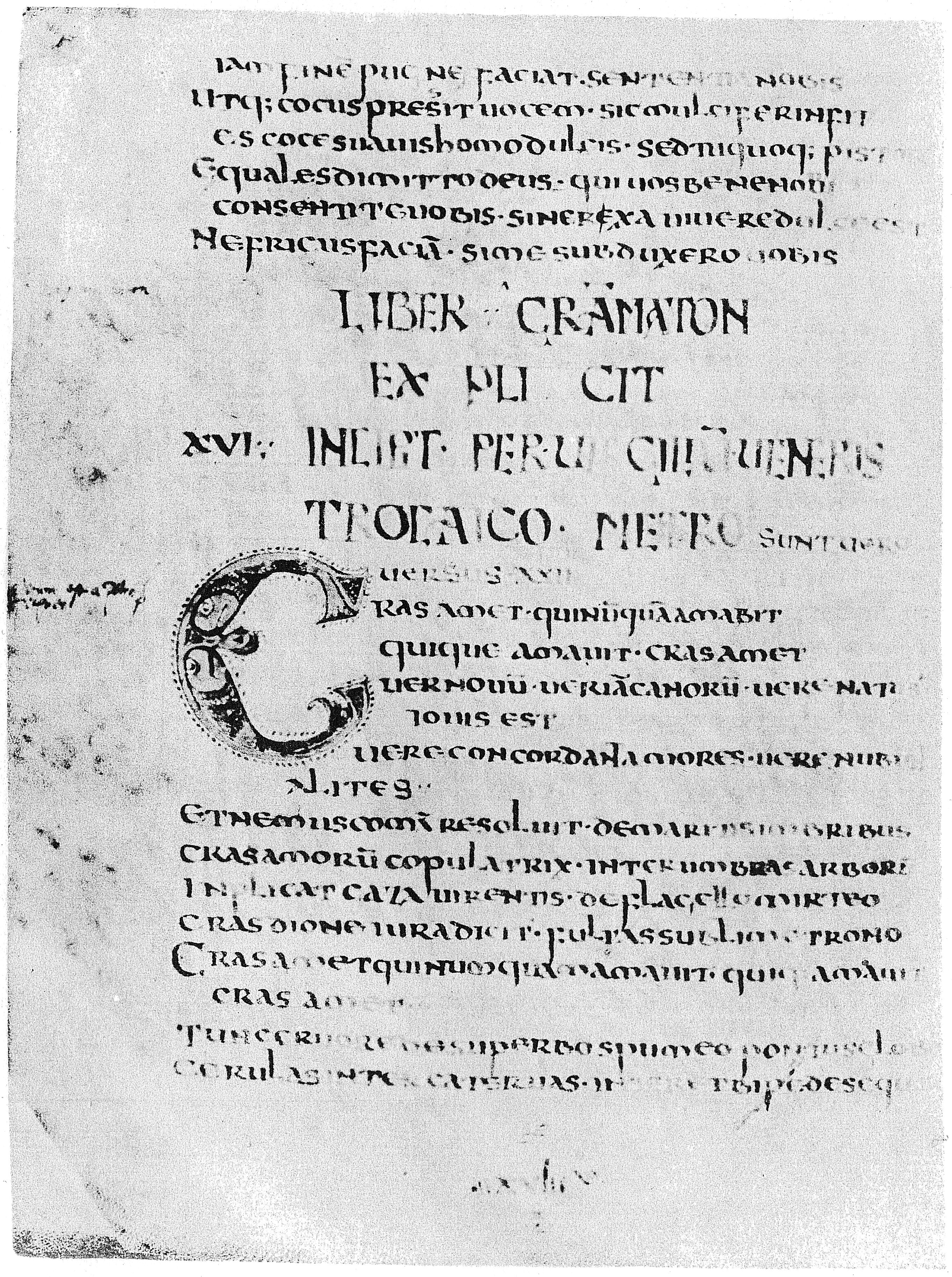
Trecho do Pervigilium Veneris no Código Salmasiano

O Código Salmasiano (em latim: Codex Salmasianus; tecnicamente conhecido como Codex Parisianus Lat. 10318) é uma coleção de poemas do Norte da África do reinado dos reis Trasamundo (r. 496–523) e Hilderico (r. 523–530). Batizado em homenagem a seu antigo proprietário, Claude de Saumaise (1588-1653), o manuscrito data do final do século VIII. Junto de material contemporâneo como o livro de epigramas de Luxúrio, o código também incluem textos mais antigos de Hosídio Geta, Pentádio e Sinfósio, o Pervigilium Veneris, etc.